# Lasconotus nepalensis
Lasconotus nepalensis es una especie de coleóptero de la familia Zopheridae.

## Distribución geográfica
Habita en Nepal.